# リヨン国立オペラ
リヨン国立オペラ（リヨンこくりつオペラ、フランス語: Opéra National de Lyon）は、フランスのリヨンを本拠とするフランス国立の歌劇団。オペラ・ヌーヴェル（Opéra Nouvel）とも呼ばれるリヨン歌劇場（リヨン・オペラ座、フランス語: Opéra de Lyon）を公演会場としている。

## 沿革
リヨンに最初の歌劇場が創立されたのは1756年である。1831年からはより大きな旧歌劇場で上演するようになった。現在の歌劇場での公演は1993年からである。1907年から1908年にかけてリヨンに住んだ永井荷風が通ったのは、したがって旧歌劇場であり、『タンホイザー』『マノン』『ニュルンベルクのマイスタージンガー』『ウェルテル』などを観たことが『西遊日誌抄』に記されている。

## 運営・組織
1983年まではリヨン国立管弦楽団がリヨン国立オペラのオーケストラを兼ねていたが、現在は分離して別のオーケストラになっている。
吉田秀和の著書『僕のオペラ』によると、1993年時点のオーケストラ団員が41名となっているが、その後拡充が進み、2016年現在の公式サイトでは57人の在籍が確認できる。おおむね100名近い編成のオケを擁するドイツ圏やイタリアの同規模都市には人員規模で劣るものの、常設管弦楽団を持つ歌劇場が少ないフランスではパリ国立オペラなどに次いで有力な存在であり、オッフェンバックの上演などでは高い実績を積んでいる。

## 劇場関係者
オーケストラ分離以降のリヨン国立オペラの音楽監督は、ジョン・エリオット・ガーディナー、ケント・ナガノ、イヴァン・フィッシャーらが務めたが、2008年よりモネ劇場より転任した大野和士となっている。

## 録音
レコーディングは、ガーディナー指揮でグルックのオペラやビゼー『アルルの女』抜粋、シューベルトの交響曲『未完成』『ザ・グレート』、ナガノ指揮でエラート・レーベルなどに各種オペラ全曲、エヴェリーノ・ピト指揮でドニゼッティ『愛の妙薬』やベッリーニ『夢遊病の女』などがある。

## 来日公演
- 2014年（平成26年）に大野和士指揮で日本公演を行なっている。